# Кабестан

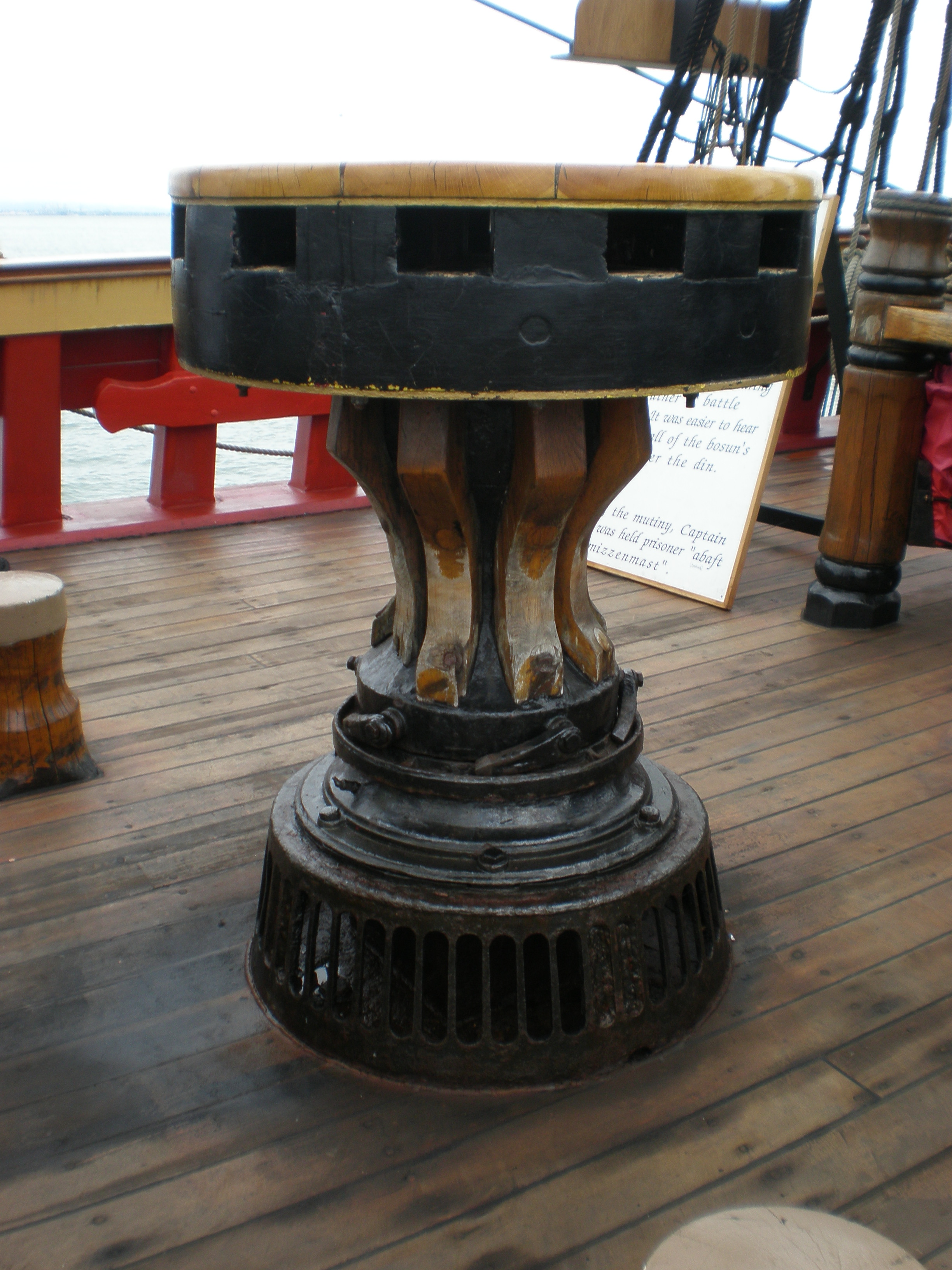
Шпиль на реконструкції корабля «Баунті»

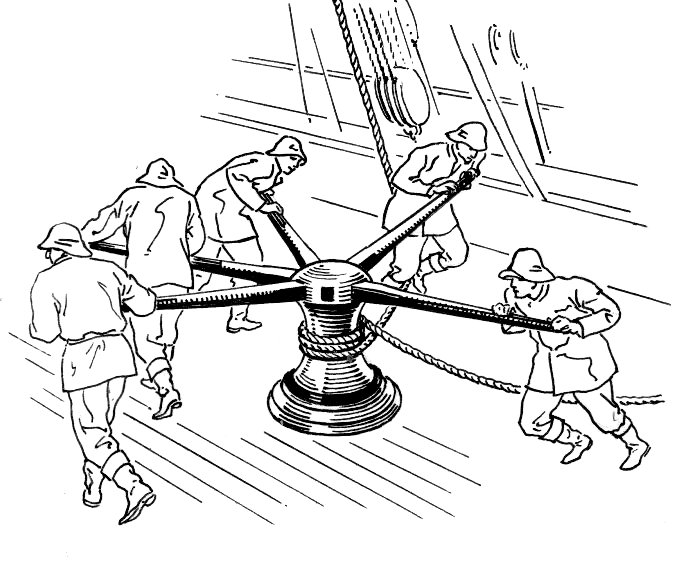
Робота з кабестаном

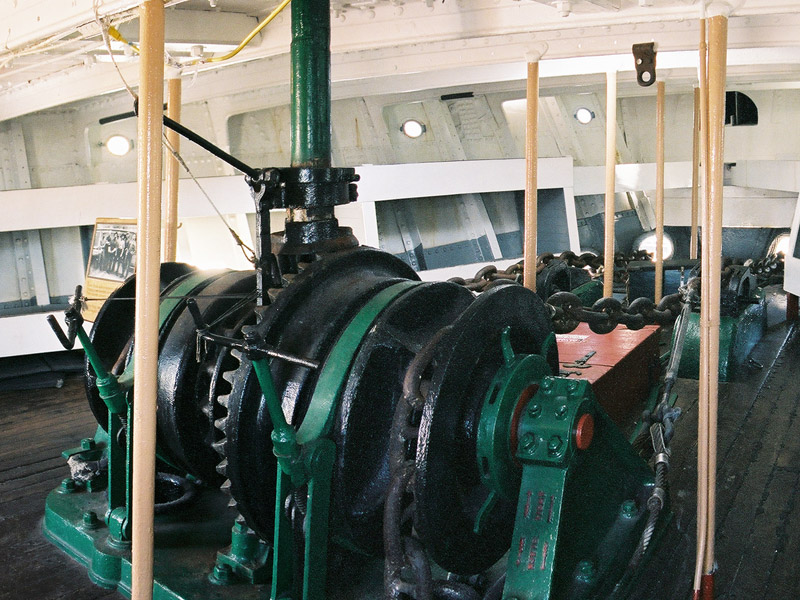
Вал кабестана, з'єднаний з брашпилем, на вітрильному кораблі Balclutha

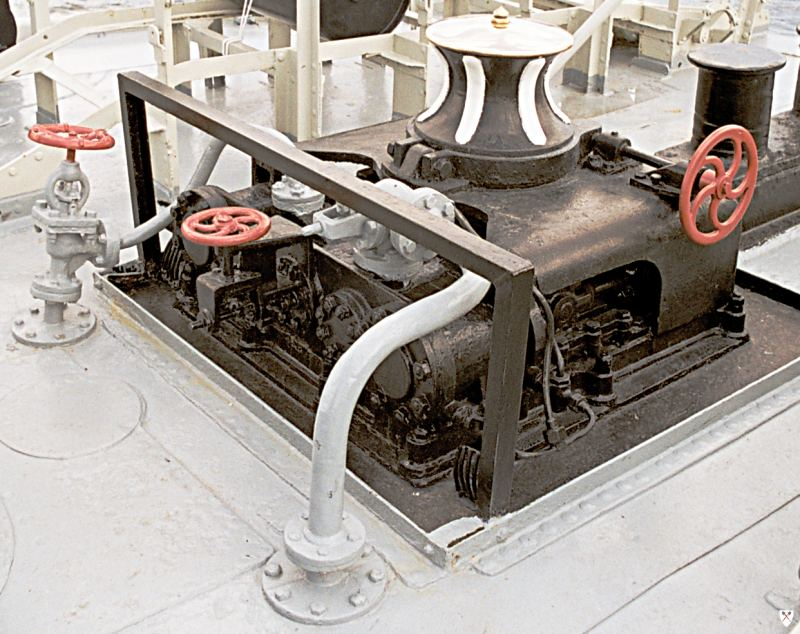
Кабестан з паровим приводом есмінця Błyskawica

Кабеста́н (фр. cabestan) чи шпиль (від нід. spil) — вертикальний коловорот на суднах для піднімання й опускання якоря, швартування, піднімання важких речей. Являє собою лебідку з барабаном на вертикальному валу. Є складовою якірного і швартовного пристроїв.

## Назва
Слово кабестан запозичене через французьке посередництво з старопровансальської, де cabestan вважається похідним від capestre («блоковий шків»). Винахід пристрою приписується іспанцям. У «Морському словнику» К. І. Самойлова (1941 р.) зазначається, що «кабестан» — назва шпиля на річкових суднах.

## Опис
У найранішому варіанті шпиль складався із деревного стовбура, який обертався у вирізі в палубі. У верхній його частині були гнізда для важелів, існував і примітивний храповий механізм. Трос завжди навивався на барабан за годинниковою стрілкою. Пізніше кабестан був вдосконалений: у нього з'явилася залізна вісь.
Ручний кабестан має вигляд вертикального циліндра чи зрізаного конуса, закріпленого на осі-балері, що спирався нижнім кінцем (п'яткою) на встановлений палубою нижче підп'ятник. У нижній частині балера (палгеді) прикріплені відкидні стопори (пали), призначені для запобігання зворотному обертанню, які пересуваються по зубчастому колу в основі шпиля (палгуні). Для кращого зчеплення троса з барабаном на останньому розташовані вертикальні виступи у вигляді ребер — вельпси. У верхній частині барабана (дромгеді) розташовані глухі гнізда (шпильгати), куди вставляються важелі — вимбовки і фіксуються чеками — шпиль-боутами. Ходячи по колу і штовхаючи важелі, матроси обертають коловорот і намотують на нього трос. Зовнішні кінці вимбовок можуть зв'язувати тросом — свістовом (шпиль-тросом): для запобігання вискочуванню вимбовок у разі, якщо шпиль почне обертатися в зворотний бік, а також для того, щоб поставити більше людей на шпиль. Для намотування якірного ланцюга нижня частина кабестана споряджається западинами для ланцюгових ланок.
Найбільший кабестан на старовинному вітрильному кораблі, який розташовувався між грот- і бізань-щоглами, носив назву мейн-кепстон (від англ. main capstan — «головний кабестан»).
Конструкція деяких кабестанів уможливлювала проводити обертання зразу з двох палуб: на їхньому балері розташовувалися два барабани, їх обертали водночас дві групи матросів. Пізніше кабестани стали робити повністю із заліза, обладнувати механічним редуктором із зубчастих коліс для полегшення роботи. Напалубний кабестан міг з'єднуватися передачею з горизонтальною якірною лебідкою (брашпилем), розташованою палубою нижче. На деяких річкових суднах кабестан мав привод від парової машини. Для намотування сталевих тросів використовувалися кабестани з двома розташованими на одній осі барабанами, які за допомогою зубчастої передачі оберталися в протилежних напрямках. Шпиль Бетанкура має по окружності барабана жолоби, завдяки чому трос намотується на нього вісімкою.
Зі збільшенням розмірів кораблів збільшувалися розміри якорів і відповідно товщина їхнього каната (ланцюга), внаслідок чого намотування його на барабан кабестана ставало проблематичним. Окрім того, канат після виймання з води був мокрим, що також утрудняло роботу з ним. Для уникнення цих незручностей був винайдений так званий «кабаляр» чи «кабаляринг» (від англ. cable ring — «канатне кільце»; у самій англійській мові пристрій називається messenger — «посильний, посередник»). Він складався із нескінченного троса чи ланцюга, обмотаного навколо барабана кабестана. Якірний ланцюг чи канат кріпився до кабаляра мотузками чи затискачами. Після підйому якоря кабаляр від'єднувався (при належній вправності це можна було здійснювати без зупинки кабестана).
Сучасні кабестани мають електричний, пневматичний чи гідравлічний привод, або привод від двигуна внутрішнього згоряння. У безбалерних кабестанів двигун розташовується всередині головки. Для регулювання швидкості може застосовуватися редуктор на зразок коробки передач.